# Gnaeus Cleanthus
Gnaeus C[…] Anthus oder Gnaeus Cleanthus war ein antiker römischer Toreut (Metallbildner), wahrscheinlich in der ersten Hälfte des 1. Jahrhunderts in Italien tätig.
Gnaeus C[…] Anthus beziehungsweise Gnaeus Cleanthus ist heute nur noch aufgrund dreier Signaturstempel auf Bronzekasserollen bekannt, die nicht vollkommen eindeutig lesbar sind. Zwei der Stücke wurden in Pompeji, eines im früheren Thrakien gefunden. Der Anteil an Funden in Pompeji kann einerseits für die Zufälligkeit der Überlieferung in der Ruinenstadt, andererseits für eine Produktionsstätte in Kampanien sprechen. Bei den Artefakten handelt es sich um:
1. Bronzekasserolle, gefunden in Pompeji, heute im Deposito Archeologico Pompei.[2]
2. Bronzekasserolle, gefunden in Pompeji, heute im Deposito Archeologico Pompei.[3]
3. Bronzekasserolle, gefunden im Brandgrab Nummer 3 in Čatalka, Stara Sagora (dem antiken Augusta Traiana), Bulgarien; heute im Historischen Museum Stara Sagora[4].[5]

## Einzelbelege
1. ↑  Suzanne Tassinari: Il vasellame bronzeo di Pompei. L'ERMA di BRETSCHNEIDER, 1993, ISBN 978-88-7062-846-3 (google.de [abgerufen am 3. Mai 2021]).
2. ↑  Inventarnummer 12342; Richard Petrovszky: Studien zu römischen Bronzegefäßen mit Meisterstempeln. Leidorf, Buch am Erlbach 1993, S. 255, Nr. C.34.01.
3. ↑  Inventarnummer 7143; Richard Petrovszky: Studien zu römischen Bronzegefäßen mit Meisterstempeln. Leidorf, Buch am Erlbach 1993, S. 255, Nr. C.34.02.
4. ↑  Antique Archaeology Department | http://www.museum.starazagora.net/en. Abgerufen am 3. Mai 2021.
5. ↑  Inventarnummer 1418; Richard Petrovszky: Studien zu römischen Bronzegefäßen mit Meisterstempeln. Leidorf, Buch am Erlbach 1993, S. 255, Nr. C.34.03.

| Personendaten    | Personendaten                              |
| ---------------- | ------------------------------------------ |
| NAME             | Cleanthus, Gnaeus                          |
| ALTERNATIVNAMEN  | C[…] Anthus, Cnaeus; Anthus, Cnaeus C[…]   |
| KURZBESCHREIBUNG | antiker römischer Toreut                   |
| GEBURTSDATUM     | 1. Jahrhundert v. Chr. oder 1. Jahrhundert |
| STERBEDATUM      | 1. Jahrhundert oder 2. Jahrhundert         |